# André Hüttemeyer

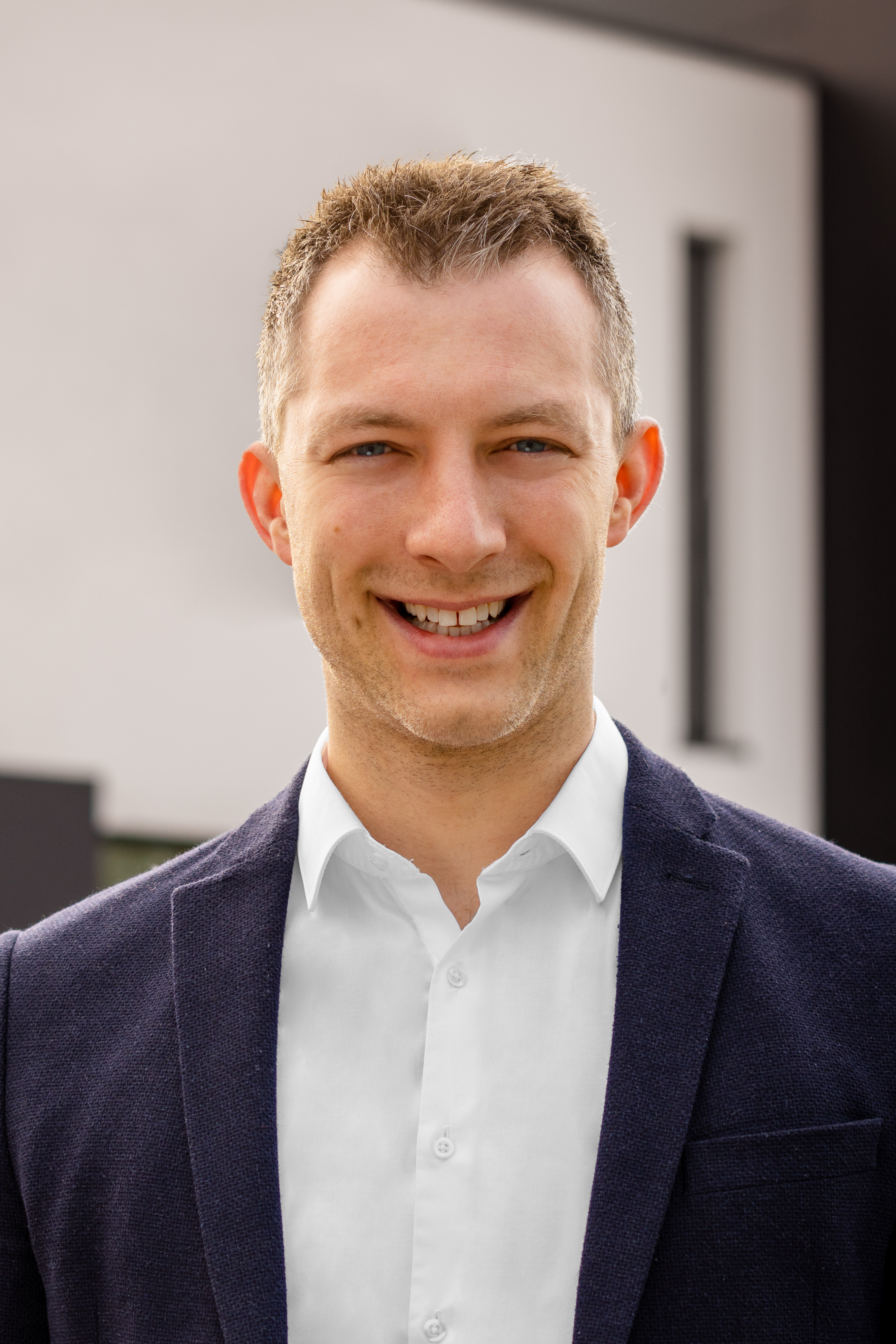
André Hüttemeyer, 2022

André Hüttemeyer (* 1990 in Vechta) ist ein deutscher Wirtschaftsingenieur und Politiker der Christlich Demokratischen Union (CDU). Er war bis zu seinem Rücktritt von 2020 bis 2023 Kreisvorsitzender des CDU-Kreisverbandes Vechta und war von 2022 bis 2023 Mitglied des Niedersächsischen Landtags.

## Herkunft, Beruf, Privates
Hüttemeyer stammt aus der Bauerschaft Erlte bei Visbek im Landkreis Vechta im Oldenburger Münsterland.
Sein Abitur absolvierte er 2010 am Kolleg St. Thomas in Vechta. Nach Wehrdienst und Ausbildung zum Industriekaufmann bei der Firma Pöppelmann in Lohne studierte Hüttemeyer Wirtschaftsingenieurwesen im Bachelor und im Master an der Universität Bremen. Dabei wurde er gefördert durch ein Stipendium der Konrad-Adenauer-Stiftung. Seit 2019 ist er Wirtschaftsingenieur und war im Anschluss als ILS-Manager bei Rheinmetall Electronics in Bremen beschäftigt. Seit dem 1. März 2024 ist er als Vorstandsreferent bei der PHW-Gruppe angestellt.
Hüttemeyer ist verheiratet, hat zwei Töchter und lebt mit seiner Familie in Erlte. Er ist katholisch und spricht auch plattdeutsch.

## Politischer Werdegang
Nach seinem Eintritt in die Junge Union (JU) war Hüttemeyer von 2009 bis 2018 Mitglied des Kreisvorstandes der JU Vechta und ab 2013 stellvertretender Landesvorsitzender des JU-Landesverbandes Oldenburgs, von 2017 bis 2020 war er Landesvorsitzender. 2020 wurde er Kreisvorsitzender der CDU in Vechta.
Hüttemeyer wurde 2011 als eines der jüngsten Ratsmitglieder Niedersachsen mit 21 Jahren in den Gemeinderat von Visbek gewählt. Seit 2016 war er stellvertretender Bürgermeister von Visbek. Ab 2016 war Hüttemeyer Mitglied im Vechtaer Kreistag, wo er 2021 den stellvertretenden Fraktionsvorsitz der CDU übernahm. Bei der Landtagswahl in Niedersachsen 2022 trat er für die CDU im Wahlkreis Vechta an, erreichte 53,0 % der Erststimmen und zog als direkt gewählter Abgeordneter in den Niedersächsischen Landtag ein. Er war Mitglied im Ausschuss für „Umwelt, Energie und Klimaschutz“. Außerdem war er Sprecher im Unterausschuss „Justizvollzug und Straffälligenhilfe“.
Am 21. August 2023 trat Hüttemeyer von allen politischen Ämtern, einschließlich derer im Landkreis Vechta und in der Gemeinde Visbek, zurück. Zur Begründung führte er ein strafrechtliches Ermittlungsverfahren an, das die Justiz gegen ihn in der Woche zuvor eingeleitet habe. Für ihn rückte Oliver Schatta in den Landtag nach. Bis zur Landtagswahl 2027 wird es keinen direkt gewählten Landtagsabgeordneten für den Landtagswahlkreis Vechta geben. Dessen Aufgaben übernehmen stellvertretend Christoph Eilers (Wahlkreis Cloppenburg) und Christian Calderone (Wahlkreis Bersenbrück). Im November 2023 wurde bekannt, dass die Staatsanwaltschaft Oldenburg die Ermittlungen eingestellt hat.